# CPRM
CPRM(Content Protection for Recordable Media.內容保護型可錄製媒體）是一種DVD和藍光燒錄片的機制，用以保護版權壓制盜版現象，21世紀初4C Entity組織推出的一種硬體型機制。多見於日系的「光碟燒錄型錄放影機」上，隨著燒錄片被可靠廉價又大容量固態硬碟、可攜硬碟取代後，CPRM機器已經逐漸式微與罕見。
21世紀初 IBM、Intel、松下 、東芝意識到大容量燒錄光碟片的發展和家庭化會極大蔓延盜版現象侵害影視利益，其結為4C Entity組織推出的一種機制稱為CPRM，是一種影視傳遞全流程植入CSS型暗碼傳遞規則，並做入硬體電腦晶片中使其不能被修改，理想情境是CPRM化的光碟燒錄機錄製CPRM化的衛星訊號節目時只能保有一份，且只能在CPRM機體上撥放其檔案不能被家用電腦所複製解碼，若是同時帶有硬碟和燒錄機的錄放影機將節目錄在硬碟中,在燒錄到CPRM光碟片後,硬碟中的節目也強制之刪除，使用者手中永遠只會有一份。，後來有一些電腦影片撥放軟件取得了CPRM認證可在電腦上製造出一個虛擬密鑰環境來撥放，但也只能撥放無法複製原始檔案。
做到這一點的全流程閉合極度重要，衛星訊號是CPRM化的、光碟燒錄型錄放影機是CPRM化的、空白光碟片也是CPRM化的，一般人只要未達成其中一項便會錄製節目失敗，而錄製成功後其無法在家用電腦複製拷貝，只能有一片而這片子只能在CPRM撥放器材上播出，若持有者真要販賣碟片只能賣這一片自身也會失去影片，不然就是必須裝設成千上萬台錄影機和衛星器材在播出當時一次性錄製出幾千片，這顯然不現實。2004年（平成16年）4月5日時日本的BS/地上波數位電視首度開始撥放CPRM加密編碼節目，之後本技術開始運用到一些光碟出版物甚至純虛擬檔案出版物上。
在真正的電腦高手面前CPRM機制不能說百分之百杜絕盜版，但讓盜版變得極度繁瑣和高成本，一般人無法輕易做到，達成了其原先目的在一段時間內保護了版權者利益。而隨著電腦技術發展2010年代後有諸多破解CPRM的軟硬體方式在網上流傳，光碟燒錄片這一種載體也逐漸被時代淘汰，CPRM機制漸失去意義。